# Moğollar
Moğollar ("The Mongols") é uma das bandas pioneiras da música rock turca há aproximadamente 40 anos e um dos fundadores do folk rock turco (ou do rock da Anatólia). O objectivo principal da banda foi demonstrar que a música folk tem uma alma de várias camadas e que seu dinamismo é muito próximo da música pop.

## Historia
A banda foi fundada em 1967 por Neco (Nejat Tahir Özyılmazel), Aziz Azmet, Aydın Daruga e Murat Ses, que anteriormente eram membros da Silüetler. No entanto, Neco deixou a banda no final de 1967. Além disso, Cahit Berkay, que era membro da Selçuk Alagöz Band, e Haluk Kunt, que era membro de Vahşi Kediler, se juntaram à banda. Mais tarde, Haluk Kunt foi substituído por Hasan Sel, que era membro de Apaşlar em 1968, e Aydın Daruga foi substituído por Engin Yörükoğlu em 1969.
Em 1970, Hasan Sel foi substituído por Taner Öngür, anteriormente membro do Meteorlar e do Quarteto de Erkin Koray. A banda tentou unir os aspectos técnicos da música pop com as melodias da música folclórica da Anatólia no final da década de 1960 e início da década de 1970.
Em julho de 1970, Aziz Azmet, o vocalista da banda, deixou isso devido a desentendimentos musicais e Ersen Dinleten substituiu por um curto período de tempo. Moğollar gravou Ternek/Haliç'te Gün Batışi a 45 rpm e foi para Paris em agosto de 1970. Enquanto eles estavam indo para Paris, eles assinaram um contrato de três anos com a CBS. Ao fazer um álbum de 45 rpm chamado Behind the Dark/Hitchin. Depois disso, eles assinaram com outra gravadora chamada Guild International du Disque e fizeram um álbum para esta empresa. Este álbum recebeu um grande prémio recorde chamado Academic Charles Cros em 1971. Naquela época, eles se encontraram com Barış Manço e começaram a trabalhar com ele enquanto moravam na Bélgica. Barış Manço se juntou como vocalista e a banda foi renomeada Manchomongol. Manchomongol registrou 245 rpm, e essa associação terminou após quatro meses. Além disso, Engin Yörükoğlu ficou em Paris, e o baterista de Mavi Işıklar, Ayzer Danga, se juntou à banda para substituí-lo.
Moğollar gravou um single com Selda Bağcan durante o primeiro semestre de 1972. Ersen voltou à banda em julho de 1972 e gravou outro single. Murat Ses deixou a banda em agosto de 1972. Em setembro de 1972, Moğollar substituiu seus solistas por Cem Karaca, que era então o solista de Kardaşlar. Esta associação de Cem Karaca e Moğollar durou dois anos e produziu a música, Namus Belası, que se tornou um grande sucesso.
Após uma ausência de 17 anos, Cahit Berkay, Taner Öngür e Engin Yörükoğlu reformaram a banda em 1993, e eles foram acompanhados pelo tecladista Serhat Ersöz. Murat Ses é responsável por outros projectos e continua buscando uma carreira internacional extraordinária.
Em 2007, a agência de publicidade TBWA decidiu usar a trilha Moğollar no final dos anos 1960, Garip Çoban (traduzido - pastor solitário, escrito por Murat Ses) na campanha de publicidade This is Living para a Sony PlayStation 3. Emrah Karaca (filho de Cem Karaca) juntou Moğollar em 2007. Engin Yörükoğlu foi diagnosticado com câncer de pulmão em 2007 e morreu em 2010.

## Discografia

### Álbuns de estúdio
- 1971: Les Danses et Rythmes de la Turquie d'hier á aujourd'hui (Versión turca: Anadolu Pop )
- 1975: Hittit Sun (lanzamiento turco: Düm-Tek)
- 1976: Ensemble d'Cappadocia (Versión turca: Moğollar)
- 1994: Moğollar'94
- 1996: Dört Renk
- 1998: 30. Yıl
- 2004: Yürüdük Durmadan
- 2009: Umut Yolunu Bulur

### Singles
- Eastern Love / Artık Çok Geç (1968)
- Mektup / Lazy John (1968)
- Everlasting Love / Hard Work (1968)
- Ilgaz / Kaleden Kaleye Şahin Uçurdum (1968)
- Sessiz Gemi / İndim Havuz Başına (1969)
- Dağ Ve Çocuk / İmece (1970)
- Ağlama / Yalnızlığın Acıklı Güldürüsü (1970)
- Garip Çoban / Berkay Oyun Havası (1970)
- Ternek / Haliç'te Güneşin Batışı (1970)
- Hitchin / Behind The Dark (1970)
- Detrás de la oscuridad / Madımak / Lorke (1971)
- Hitchin / Hamsi (1971)
- İşte Hendek İşte Deve / Katip Arzuhalim Yaz Yare *Böyle (1971)
- Binboğanın Kızı / Ay Osman (1971)
- Yalan Dünya / Kalenin Dibinde (1972)
- Alageyik Destanı / Moğol Halayı (1972)
- Çığrık / Sila (1972)
- Sor Kendine / Garip Gönlüm (1972)
- Obur Dünya / El Çek Tabib (1973)
- Gel Gel / Üzüm Kaldı (1973)
- Namus Belası / Gurbet (1974)
- Tanrıların Arabaları / Bu Nasıl Dünya? (1974)
- Birlik için Elele / Sevgimin Derdi Albümler (feat. *Ali Rıza Binboğa) (1975)

### Compilações
- Anılarla Moğollar ve Silüetler (1990)
- Anadolupop 70'li Yıllar (1993)
- Moğollar 1968-2000 (2000)